# Municipio de Florence (Míchigan)
El municipio de Florence (en inglés: Florence Township) es un municipio ubicado en el condado de St. Joseph en el estado estadounidense de Míchigan. En el año 2010 tenía una población de 1242 habitantes y una densidad poblacional de 14,18 personas por km².

## Geografía
El municipio de Florence se encuentra ubicado en las coordenadas 41°51′34″N 85°35′38″O / 41.85944, -85.59389. Según la Oficina del Censo de los Estados Unidos, el municipio tiene una superficie total de 87.56 km², de la cual 86,1 km² corresponden a tierra firme y (1,67 %) 1,46 km² es agua.

## Demografía
Según el censo de 2010, había 1242 personas residiendo en el municipio de Florence. La densidad de población era de 14,18 hab./km². De los 1242 habitantes, el municipio de Florence estaba compuesto por el 95,41 % blancos, el 1,13 % eran afroamericanos, el 1,21 % eran amerindios, el 0,08 % eran asiáticos, el 0,72 % eran de otras razas y el 1,45 % eran de una mezcla de razas. Del total de la población el 2,74 % eran hispanos o latinos de cualquier raza.